# Jennifer Aniston
Jennifer Joanna Aniston, přechýleně Jennifer Anistonová, (* 11. února 1969 Sherman Oaks, Kalifornie) je americká herečka, producentka a režisérka, držitelka Ceny Emmy a Zlatého glóbu za roli Rachel Greenové v seriálu Přátelé. Matkou je herečka a modelka Nancy Dowová a otcem herec John Aniston.

## Dětství
Narodila se 11. února 1969 v Sherman Oaks v Kalifornii. Její otec John Aniston byl původem Řek, rodák z Kréty, zatímco její matka byla z New Yorku. Část jejích předků byla z Itálie, Skotska a Irska. Má dva nevlastní bratry: Alex Aniston a John T. Melick. Jejím kmotrem byl herec Telly Savalas, jeden z otcových nejlepších přátel.
Jako dítě žila jeden rok se svou rodinou v Řecku. Poté se přestěhovali kvůli otcově práci v seriálu Love Of Life do Pensylvánie a do New Yorku . Když jí bylo šest let, začala navštěvovat waldorfskou školu Rudolf Steiner School. V devíti letech se rodiče rozvedli. O dva roky později, kdy stále navštěvovala zmíněnou waldorfskou školu, se rozhodla zapsat se a vystudovat střední školu Fiorella H. LaGuardia na Manhattanu, kde se také stala členkou školní divadelní společnosti. Maturitu složila v roce 1988.

## Herecká kariéra

### 1989–1993: Začátek kariéry
Během roku 1989 pracovala jako servírka. První televizní rolí se stala hlavní role v seriálu Molloy v roce 1990. Poté si zahrála v televizním seriálu Ferris Bueller, což byla televizní adaptace filmu Ferris Bueller z roku 1986. Dále si také zahrála v seriálu The Edge. Její úplně první film byl Skřítek.

### 1994–2002: Průlom v kariéře

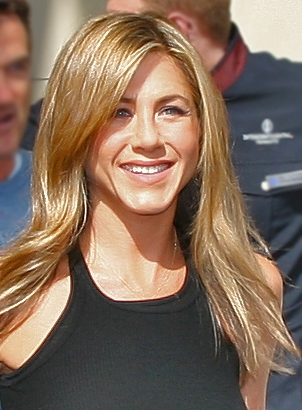
Na torontském festivalu 2008

Po seriálech Molloy, Ferris Bueller a The Edge, se objevila v seriálech Muddling Through, Herman's Head, Quantum Leap a Burke's Law. Vedoucí NBC ji povzbudil v pokračování herecké kariéry a o pár měsíců později dostala nabídku role v novém projektu Přátelé. Jednalo se o sitcom, který se stal jedním z nejúspěšnějších sitcomů v historii televizní zábavy. Producenti herečku původně chtěli na konkurs do role Moniky Gellerové, ale Courteney Coxová byla považována vhodnější pro tuto postavu. Producenti ji tak obsadili do úlohy Rachel Greenové. Díky ní se stala populární a zároveň byla označena za sexuální symbol. V první sérii nosila charakteristický účes, který inspiroval ženy po celém světě, a který se nazýval podle její role Rachel. Zahrála si zde po boku Lisy Kudrowové, Matta LeBlanca, Davida Schwimmera, Matthewa Perryho a Courteney Coxové. Rovněž obdržela nabídku na místo v Saturday Night Live, ale odmítla kvůli seriálu Přátelé.
Seriál Přátelé se vysílal od roku 1994 až do roku 2004. Sitcom byl úspěšný. Podle Guinnessovy knihy rekordů se stala (společně s Lisou Kudrowovou a Courteney Coxovou) nejlépe placenou televizní herečkou všech dob s milionem dolarů za každou epizodu v 9. a 10. sérii. Získala také pět nominací na Cenu Emmy (dvě byly za nejlepší herečku ve vedlejší roli a tři byly za nejlepší herečku v hlavní roli), z čehož jednu nominaci proměnila.
V roce 1996 se vrátila k filmu. Zahrála si ve filmu Perfektní záskok, kde se objevila po boku Jay Mohra a Kevina Bacona. Zatímco film měl samé negativní recenze, výkon Jennifer byl vřele přijat. V roce 1998 získala kladný ohlas u kritiků za výkon ve filmu Objekt mé touhy, což bylo komediální drama o ženě, která se zamiluje do homosexuála. Hrála hlavní roli s Paulem Ruddem. Rok poté se objevila v kultovním filmu Maléry pana Šikuly. V roce 2002 si zahrála ve filmu Hodná holka mladou pokladní, která podvádí svého manžela.

### 2003–2010: Filmová vlna
Úspěšným snímkem se stal film Božský Bruce, kde hrála přítelkyni hlavního hrdiny. Ve filmu si zahrála po boku Jima Carreyho a Morgana Freemana. Roku 2004 skončil sitcom Přátelé a o rok později se objevila s dalším filmem Riskni to s Polly.
V thrilleru Hra s nevěrou si zahrála s Clivem Owenem a v romantické komedii Co je šeptem... se objevila po boku Kevina Costnera. Její další film Zbožňuju prachy byl představen na festivalu Sundance. Další film Rozchod! měl premiéru 2. června a přes víkend film vydělal přibližně 39 miliónů dolarů. Jako režisérka natočila krátký film s názvem Pokoj 10 s Robin Wrightovou v hlavní roli. Později přiznala, že se nechala inspirovat svou hereckou kolegyní Gwyneth Paltrow, která v roce 2006 natočila také krátký film.
V roce 2006 si zahrála v 1 epizodě v seriálu Studio 30 Rock (získala nominaci na Emmy) a v roce 2007 si zahrála v 1 epizodě v seriálu Dirt.
Trhákem se stal film Marley a já, kde si zahrála po boku Owena Wilsona. Film měl premiéru 25. prosince 2008. V den premiéry film vydělal 14 750 000 dolarů v prodejích lístků. Během dvou týdnů vydělal 51 700 000 dolarů. Celkový zisk činil 242 717 113 dolarů. Její další snímek Až tak moc tě nežere, kde si zahrála po boku Bena Afflecka, měl premiéru v roce 2009. Výdělek činil 180 miliónů dolarů. V roce 2010 se objevila po boku Geralda Butlera ve filmu Exmanželka za odměnu. Film sice získal sžíravé recenze kritiků, ale tržby byly 136 miliónů dolarů. Následoval další film Záměna s Jasonem Batemanem.

### 2011–současnost

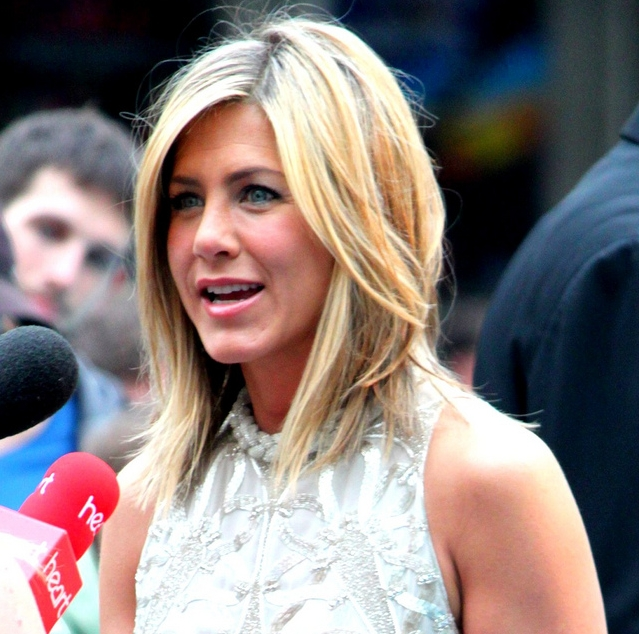
Jennifer Aniston na londýnské premiéře film Šéfové na zabití v roce 2011

Objevila se ve filmu Zkus mě rozesmát, s Adamem Sandlerem a Nicole Kidmanovou. Ve snímku Šéfové na zabití si zahrála po boku oscarových herců Kevina Spaceyho a Jamieho Foxxe. S Jasonem Sudeikisem si zahrála v komedii Millerovi na tripu. Film pojednává o drogovém dealerovi, který si najme falešnou rodinu, aby mohl převážet přes hranice drogy. Jeho výdělek dosáhl výše 269 miliónů dolarů proti rozpočtu 37 milionů dolarů. V roce 2012 získala hvězdu na Hollywoodském chodníku slávy.
V roce 2013 si zahrála ve filmové adaptaci novely Elmore Leonarda nazvané Life of Crime. Film měl premiéru v srpnu roku 2014 a obdržel pozitivní reakce. V roce 2014 si zahrála ve filmu Cake. Za roli získala nominaci na Zlatý glóbus, Cenu Sdružení filmových a televizních herců a Critics' Choice Movie Award.

## Soukromý život
Krátký vztah udržovala s hudebníkem Adamem Duritzem. Byla také zasnoubená s hercem Tatem Donovanem. V roce 2000 následovala svatba s Bradem Pittem. Roku 2005 došlo k rozvodu kvůli manželovým záletům s herečkou Angelinou Jolie. Po rozvodu se jejími partnery stali Vince Vaughn, Paul Sculfor a John Mayer.
V roce 2011 začala vztah s Justinem Therouxem, s nímž se roku 2012 zasnoubila. Dne 5. 8. 2015 se za něj soukromě provdala. V únoru 2018 byl oficiálně oznámen jejich rozchod.
O Jennifer Aniston se několik let říkalo, že kvůli kariéře nechtěla děti, údajně to měl být i hlavní důvod toho, proč se s ní Brad Pitt rozvedl. V roce 2022 ale o tomto tématu, kterému se dlouhé roky vyhýbala promluvila a nakonec vyšlo najevo, že i když Jennifer děti chtěla, kvůli zdravotním problémům je mít nemohla.

## Styl a krása
Herečka často nosí modely od Jennifer Mayer, návrhářky z Los Angeles.

## Filmografie

### Filmy
| Rok  | Český název           | Role                 | Poznámky |
| ---- | --------------------- | -------------------- | --- |
| 1993 | Skřítek               | Tory Reding          | |
| 1996 | Sen pro nespavce      | Allison              | |
| 1996 | Ona, jedině ona       | Renee                | |
| 1997 | Perfektní záskok      | Kate                 | |
| 1997 | Než jsme se našli     | Debbie               | |
| 1998 | Tenká růžová čára     | Clove                | |
| 1998 | Objekt mé touhy       | Nina Borowski        | |
| 1998 | Waiting for Woody     | Samu sebe            | Krátký film |
| 1999 | Železný obr           | Annie Hughes         | Hlas |
| 1999 | Maléry pana Šikuly    | Joanna               | |
| 2001 | Rocker                | Emily Poule          | |
| 2002 | Hodná holka           | Justine Last         | Hollywood Film Award v kategorii nejlepší herečka (2002) Teen Choice Award v kategorii nejlepší filmová herečka – drama/akční film (2003) Nominace – Independent Spirit Award v kategorii nejlepší herečka v hlavní roli (2003) Nominace – Online Film Critics Society Award v kategorii nejlepší herečka Nominace – Satellite Award v kategorii nejlepší herečka ve filmu – komedie/muzikál Nominace – Teen Choice Award v kategorii nejlepší filmová lhářka (2003) Nominace – Teen Choice Award v kategorii nejlepší polibek (s Jakem Gyllenhaalem) (2003)                                                                              |
| 2003 | Božský Bruce          | Grace Connelly       | Nominace – Filmové a televizní ceny MTV v kategorii nejlepší polibek (s Jimem Carreym) (2004) |
| 2003 | Abby Singer           | Samu sebe            | Cameo |
| 2004 | Riskni to s Polly     | Polly Prince         | Nominace – Filmové a televizní ceny MTV v kategorii nejlepší taneční scéna (s Benem Stillerem) |
| 2005 | Co je šeptem...       | Sarah Huttinger      | |
| 2005 | Hra s nevěrou         | Lucinda Harris       | |
| 2006 | Zbožňuju prachy       | Olivia               | |
| 2006 | Rozchod!              | Brooke Meyers        | People's Choice Award v kategorii nejlepší filmová herečka Nominace – People's Choice Award v kategorii nejlepší filmový pár (s Vincem Vaughnem) Teen Choice Award v kategorii nejlepší filmová chemie (s Vincem Vaughnem) (2006) Nominace – Teen Choice Award v kategorii nejlepší filmová herečka komedie (2006) |
| 2008 | Marley a já           | Jenny                | Nominace – Teen Choice Award v kategorii nejlepší filmová herečka – komedie (2009) |
| 2008 | Management            | Sue                  | také výkonná producentka |
| 2009 | Láska na druhý pohled | Eloise               | |
| 2009 | Až tak moc tě nežere  | Beth                 | Nominace – People's Choice Award v kategorii nejlepší filmová herečka (2009) Nominace – Teen Choice Award v kategorii nejlepší filmová herečka – komedie |
| 2010 | Záměna                | Kassie Larson        | také výkonná producentka Nominace – People's Choice Award v kategorii nejlepší filmová herečka Nominace – Zlatá malina v kategorii nejhorší herečka (2010) Nominace – Zlatá malina v kategorii nejhorší filmový pár (2010) |
| 2010 | Exmanželka za odměnu  | Nicole Hurley        | Alliance of Women Film Journalists Awards v kategorii herečka, která nutně potřebuje nového agenta Nominace – People's Choice Award v kategorii nejlepší filmová herečka Nominace – Zlatá malina v kategorii nejhorší herečka (2010) Nominace – Zlatá malina v kategorii nejhorší filmový pár (2010) |
| 2011 | Zkus mě rozesmát      | Katherine Murphy     | Teen Choice Award v kategorii nejlepší filmová chemie (s Adamem Sandlerem) nominace – Alliance of Women Film Journalists Awards v kategorii herečka, která nutně potřebuje nového agenta Nominace – People's Choice Award v kategorii nejlepší filmová komediální herečka Nominace – Teen Choice Award v kategorii nejlepší filmová herečka – romantická komedie Nominace – Filmové a televizní ceny MTV v kategorii nejlepší ženské vystoupení Nominace – National Movie Award v kategorii vystoupení roku |
| 2011 | Šéfové na zabití      | Dr. Julia Harris     | Filmové a televizní ceny MTV v kategorii nejlepší sprosťák Nominace – People's Choice Award v kategorii nejlepší filmová komediální herečka |
| 2012 | Tohle je ráj          | Linda Gergenblatt    | People's Choice Award v kategorii nejlepší filmová komediální herečka |
| 2013 | Millerovi na tripu    | Rose O'Reilly        | Filmové a televizní ceny MTV za Nejlepší polibek (s Emmou Roberts a Willem Poulterem) Nominace – Filmové a televizní ceny MTV za nejlepší ženský herecký výkon Nominace – Filmové a televizní ceny MTV za nejlepší výkon bez trička Nominace – People's Choice Award v kategorii nejlepší filmová herečka Nominace – People's Choice Award v kategorii nejlepší filmová komediální herečka Nominace – People's Choice Award v kategorii nejlepší filmová chemie Nominace – Teen Choice Award v kategorii nejlepší filmový polibek (s Emmou Roberts a Willem Poultrem)                                                                     |
| 2014 | Nepoučitelní          | Mickey Dawson        | také výkonná producentka |
| 2014 | Šéfové na zabití 2    | Dr. Julia Harris     | nominace – Alliance of Women Film Journalists Awards v kategorii herečka, která nutně potřebuje nového agenta |
| 2015 | Dort                  | Claire Simmons       | také výkonná producentka Capri-Hollywood Film Festival Award za Nejlepší herečku People Magazine Award v kategorii nejlepší filmové vystoupení roku – herečka Nominace – Broadcast Film Critics Association Award v kategorii nejlepší herečka Nominace – Critics' Choice Movie Award za Nejlepší herečku Nominace – Gold Derby Award v kategorii nejlepší herečka v hlavní roli (2015) Nominace – Cena Sdružení filmových a televizních herců v kategorii nejlepší herečka v hlavní roli Nominace – Zlatý glóbus za nejlepší herečku v dramatickém filmu (2014) Nominace – Zlatá malina v kategorii Malinové ocenění za vykoupení (2014) |
| 2015 | Unity                 | vypravěčka           | Dokument |
| 2015 | Je prostě báječná     | Jana                 | Nominace – Jupiter Award v kategorii nejlepší mezinárodní herečka |
| 2016 | Svátek matek          | Sandy Newhouse       | Nominace – Teen Choice Award v kategorii nejlepší filmová herečka v komedii |
| 2016 | Čapí dobrodružství    | Sarah Gardner (hlas) | |
| 2016 | Pařba o Vánocích      | Carol Vanstone       | Alliance of Women Film Journalists Awards v kategorii herečka, která nutně potřebuje nového agenta |
| 2017 | Žlutí ptáci           | Maureen Murphy       | také výkonná producentka |
| 2018 | Já, knedlíček         | Rosie Dickson        | také výkonná producentka |
| 2019 | Vražda na jachtě      | Audrey Spitz         | také výkonná producentka nominace – People's Choice Awards v kategorii nejoblíbenější filmová herečka nominace – Teen Choice Awards v kategorii nejlepší filmová herečka (léto) |
| 2023 | Vražda v Paříži       | Audrey Spitz         | také producentka |

### Televize
| Rok        | Český název                | Role                      | Poznámky |
| ---------- | -------------------------- | ------------------------- | --- |
| 1990       | Molloy                     | Courtney Walker           | |
| 1990–1991  | Ferris Bueller             | Jeannie Bueller           | |
| 1994       | Muddling Through           | Madeline Drego Cooper     | |
| 1994–2004  | Přátelé                    | Rachel Greenová           | Cena Emmy v kategorii nejlepší herečka v hlavní roli v komediálním seriálu (2002) Zlatý glóbus v kategorii nejlepší ženský herecký výkon v seriálu – komedie/muzikál (2003) Online Film & Television Association Award v kategorii nejlepší obsazení komediálního seriálu (1996) Online Film & Television Association Award v kategorii nejlepší herečka v komediálním seriálu (2001) People's Choice Award v kategorii nejlepší televizní herečka (2001, 2002, 2003) Cena Sdružení filmových a televizních herců v kategorii nejlepší obsazení v komediálním seriálu (1996) Teen Choice Award v kategorii nejlepší televizní herečka – komedie (2002, 2003, 2004) Nominace – American Comedy Award v kategorii Nejvtipnější herečka ve vedlejší roli v televizním seriálu (1996, 1999, 2001) Nominace – Cena Emmy v kategorii nejlepší herečka ve vedlejší roli v komediálním seriálu (2000,2001) Nominace – Cena Emmy v kategorii nejlepší herečka v hlavní roli v komediálním seriálu (2003, 2004) Nominace – Online Film & Television Association Award v kategorii nejlepší obsazení (1996, 1997) Nominace – Online Film & Television Association Award v kategorii nejlepší obsazení komediálního seriálu (1997, 1998, 1999, 2000) Nominace – Online Film & Television Association v kategorii nejlepší herečka ve vedlejší roli (1999, 2000) Nominace – Satellite Award v kategorii nejlepší herečka v seriálu – komedie/muzikál (2000, 2003) Nominace – Cena Sdružení filmových a televizních herců v kategorii nejlepší obsazení v komediálním seriálu (1999, 2000, 2001,2003, 2004) Nominace – Cena Sdružení filmových a televizních herců v kategorii nejlepší herečka v komediálním seriálu (2002, 2003) Nominace – Zlatý glóbus v kategorii nejlepší seriálová herečka ve vedlejší roli – seriál/miniseriál/tv film (2002) |
| 1999       | Městečko South Park        | Paní Stevensová           | dabing |
| 2003       | Tatík Hill a spol.         | Pepperoni Sue / Stephanie | dabing |
| 2007       | Dirt                       | Tina Harrod               | |
| 2008       | Studio 30 Rock             | Claire Harper             | Nominace – Cena Emmy v kategorii nejlepší hostující herečka v komediálním seriálu (2009) Nominace – Online Film & Television Association Award v kategorii nejlepší hostující herečka v komediálním seriálu (2008) |
| 2010       | Město žen                  | Glenn                     | |
| 2012       | Žhavá láska                | Dana                      | |
| 2013       | Call Me Crazy: A Five Film |                           | TV film, výkonná producentka |
| 2016       | Saturday Night Live        | ona sama                  | díl: „Emma Stone/Shawn Mendes“ |
| 2017       | The Gong Show              | ona sama/porotce          | díl: „Will Arnett/Jennifer Anniston/Jack Black“ |
| 2019–dosud | The Morning Show           | Alex Levy                 | hlavní role, také výkonná producentka Cena Sdružení filmových a televizních herců v kategorii nejlepší ženský herecký výkon v televizním seriálu (drama) nominace – Zlatý glóbus v kategorii nejlepší ženský herecký výkon v televizním seriálu (drama) |
| 2021       | Přátelé: Zase spolu        | ona sama                  | televizní speciál, také výkonná producentka |